# AgustaWestland AW149
AgustaWestland AW149 je srednje velik dvomotorni vojaški helikopter, ki ga trenutno razvijajo pri britansko-italijanskem podjetju AgustaWestland. 20. junija 2011 so predstavili tudi civilno verzijo AW189
AW149 so predstavili na Farnborough Air Show leta 2006. Razvit je na bazi AW139, ima večji trup in močnejše motorje za večjo tovorno sposobnost.
Prvi prototip je prvič poletel 12. novembra 2009 v kraju Vergiate, severna Italija, drugi protorip s serijskimi motorji pa 26. februarja 2011. Pristajalno podvozje vzdrži hitrost padanja 9,5m/s, v primerjavi z 2m/s za civilno verzijo
Razvili so tudi verzijo TUHP149, ki je tekmoval s S-70i Black Hawk za Turški večnamenski helikopter, ki naj bi obsegal 109 helikopterjev vrednih $4 milijard. Pozneje so objavili, da je Sikorsky dobil pogodbo. Tudi italijanska vojska je izbrala manjši AW139M za iskanje in reševanje. AW149 je na voljo tudi na Poljskem, kjer tekmuje z Black Hawkom in Eurocopter EC725. Proizvajali naj bi ga v podjetju PZL-Swidnik  AW149 naj bi se lahko uporabljal tudi za protipodmorniško bojevanje

## Tehnične specifikacije
- Posadka: 2
- Kapaciteta: 18 maks.; 12 oboroženih vojakov ali 2 720kg zunanjega tovora
- Dolžina: 17,57 m (57 ft 8 in)
- Premer rotorja: 14,6 m (47 ft 11 in)
- Širina: 3,06 m (10 ft 0 in)
- Višina: 5,14 m (16 ft 10 in)
- Gros teža: 8 600 kg (18 959 lb)
- Motorji: 2 × General Electric CT7-2E1 turbogredni, 1 477 kW (1 980 KM) vsak

- Potovalna hitrost: 278 km/h (173 mph)